# Magnanville
Magnanville este o comună franceză din departamentul Yvelines și regiunea Île-de-France, situată la 60 km vest de Paris.

## Geografie
Comuna Magnanville face parte din aglomerația Mantes-la-Jolie. Se află în periferia sa sudică și este amplasată pe versanții orientați spre nord, care fac tranziția între valea Senei și platoul Mantois, dominând valea râului Vaucouleurs la est.
Se învecinează cu Mantes-la-Ville la nord-est, cu Auffreville-Brasseuil la sud-est, cu Soindres la sud, cu Fontenay-Mauvoisin la sud-vest și cu Buchelay la nord-vest.
Este o comună în mare parte urbanizată, în special în partea sa nordică, în continuarea aglomerației Mantes-la-Jolie - Mantes-la-Ville, dar care păstrează un caracter rural pe aproximativ jumătate din teritoriul său, cu terenuri agricole în sud-est și nord-vest și păduri în vest (domeniul castelului).
Locuințele sunt esențialmente de tip pavilionar, format din lotizări relativ recente, de o parte și de alta a axei rutiere principale, drumul RD 928. Nord-estul comunei este dedicat activităților diverse, comerciale și terțiare.
Comuna este deservită de nodul rutier Mantes-Sud de pe autostrada Normandiei (A13), care trece în apropierea limitei nordice a comunei, mărginită de drumul departamental 110. Este traversată pe direcția nord-sud de drumul departamental 983, un ax important al departamentului care leagă, printre altele, Mantes-la-Jolie de Houdan. Acest drum este cu patru benzi în partea nordică a comunei și cu două benzi în partea sudică.
Teritoriul comunei este traversat de două trasee de drumeție de mare distanță: GR 26, care urmează limita sudică pe direcția est-vest, și GR 11 (turul Île-de-France), care urmează limita estică pe direcția nord-sud.
Comuna este deservită de liniile 18, 26, 88A, 90, 91, D, E, G, I și K ale rețelei de autobuze din Mantois.

### Clima
În 2010, clima din comuna Magnanville era de tip oceanic al câmpiilor din Centru și de Nord, conform unui studiu a CNRS care se baza pe o serie de date care acoperă perioada 1971-2000. În 2020, Météo-France a publicat o tipologie a climei din Franța metropolitană în care comuna este expusă la un climat oceanic și se încadrează în regiunea climatică sud-vestică a bazinului parizian, caracterizată prin precipitații scăzute, în special în primăvară (120 până la 150 mm) și un iarnă rece (3,5 °C).
Pentru perioada 1971-2000, temperatura medie anuală este de 10,4 °C, cu o amplitudine termică anuală de 14 °C. Cantitatea medie anuală de precipitații este de 678 mm, cu 10,7 zile de precipitații în ianuarie și 8,3 zile în iulie. Pentru perioada 1991-2020, temperatura medie anuală observată la stația meteorologică din comună, este de 11,6 °C, iar cantitatea medie anuală de precipitații este de 641,5 mm. Pentru viitor, parametrii climatici estimati pentru comună pentru anul 2050, conform diferitelor scenarii de emisii de gaze cu efect de seră, pot fi consultati pe un site dedicat publicat de Météo-France în noiembrie 2022.
| Date climatice pentru Magnanville                                                      | Date climatice pentru Magnanville | Date climatice pentru Magnanville | Date climatice pentru Magnanville | Date climatice pentru Magnanville | Date climatice pentru Magnanville | Date climatice pentru Magnanville | Date climatice pentru Magnanville | Date climatice pentru Magnanville | Date climatice pentru Magnanville | Date climatice pentru Magnanville | Date climatice pentru Magnanville | Date climatice pentru Magnanville | Date climatice pentru Magnanville |
| Luna                                                                                   | Ian                               | Feb                               | Mar                               | Apr                               | Mai                               | Iun                               | Iul                               | Aug                               | Sep                               | Oct                               | Nov                               | Dec                               | Anual                             |
| -------------------------------------------------------------------------------------- | --------------------------------- | --------------------------------- | --------------------------------- | --------------------------------- | --------------------------------- | --------------------------------- | --------------------------------- | --------------------------------- | --------------------------------- | --------------------------------- | --------------------------------- | --------------------------------- | --------------------------------- |
| Maxima medie °C (°F)                                                                   | 6.8 (44,2)                        | 8.4 (47,1)                        | 12.1 (53,8)                       | 15.8 (60,4)                       | 19.1 (66,4)                       | 22.8 (73)                         | 25.5 (77,9)                       | 25.3 (77,5)                       | 21.4 (70,5)                       | 16.5 (61,7)                       | 10.7 (51,3)                       | 7.2 (45)                          | 16,0 (60,8)                       |
| Minima medie °C (°F)                                                                   | 1.7 (35,1)                        | 1.8 (35,2)                        | 3.6 (38,5)                        | 5.5 (41,9)                        | 8.6 (47,5)                        | 11.6 (52,9)                       | 13.4 (56,1)                       | 13.6 (56,5)                       | 10.9 (51,6)                       | 8.6 (47,5)                        | 4.8 (40,6)                        | 2.3 (36,1)                        | 7,2 (45)                          |
| Minima istorică °C (°F)                                                                | −12.7 (9,1)                       | −12.3 (9,9)                       | −8.5 (16,7)                       | −3.2 (26,2)                       | −0.7 (30,7)                       | 3.3 (37,9)                        | 6.6 (43,9)                        | 5.8 (42,4)                        | 2.4 (36,3)                        | −3.5 (25,7)                       | −8.2 (17,2)                       | −10.1 (13,8)                      | −12,7 (9,1)                       |
| Precipitații mm (inches)                                                               | 48.5 (1.909)                      | 47.7 (1.878)                      | 48.4 (1.906)                      | 42.5 (1.673)                      | 62.1 (2.445)                      | 53.9 (2.122)                      | 51.5 (2.028)                      | 56.5 (2.224)                      | 40.9 (1.61)                       | 65.3 (2.571)                      | 57.0 (2.244)                      | 67.2 (2.646)                      | 641,5 (25,256)                    |
| Sursă: fr „FICHE CLIMATOLOGIQUE MAGNANVILLE (78)” (PDF). meteofrance.fr. Météo-France. |                                   |                                   |                                   |                                   |                                   |                                   |                                   |                                   |                                   |                                   |                                   |                                   |                                   |

## Urbanism

### Tipologie
Magnanville este o comună urbană, deoarece face parte din comunele dense sau de densitate intermediară, conform grilei comunale de densitate a Insee. Ea aparține unității urbane Paris, o aglomerație inter-departamentală care regrupează 407 comune și 10.785.092 de locuitori în 2017, fiind astfel o comună din suburbii.
De asemenea, comuna face parte din zona metropolitană a Parisului, fiind o comună din zona secundară. Această zonă cuprinde 1.929 de comune.

## Toponimie
Localitatea este atestată sub formele Manantevilla, Manamevilla în jurul anului 1091, Manavilla în secolul al XII-lea și Magnavilla în jurul anului 1165 (NPAG, III, 403b).
Formația toponimică medievală în -ville, în sensul său vechi de „domeniu rural”, este precedată de un nume de persoană germanic, așa cum este de obicei cazul, aici probabil Megina(n) (NPAG, I, 166b) sau Magina.
Maginan-Villa = domeniu aparținând unei femei (germanice) numită Magina.

## Istorie

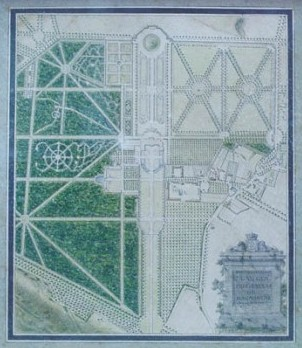
Planul Castelului Magnanville.

Seniorii de Magnanville, menționați încă din secolul al XI-lea, depindeau de Senioria de Rosny-sur-Seine. Numele de Magnanville, aparținând stăpânilor acestui loc, apare până la mijlocul secolului al XIV-lea.
Feuda aparține apoi familiei des Landes, urmați de François III Briçonnet (1573-1631), maestru al conturilor și apoi președinte al Camerei de Conturi din Paris, care se căsătorește în jurul anului 1600 cu Anne des Landes, doamnă de Magnanville, fiica lui Guillaume des Landes, senior de Magnanville, consilier-decan al Marii Camere a Parlamentului din Paris. Feuda trece la fiul lor, Guillaume III Briçonnet (†1674), consilier la Parlamentul din Paris și apoi Primul Președinte al Marelui Consiliu, care o transmite fiului său mai mic, Jean-Baptiste Briçonnet (†1698), consilier la a doua cameră a anchetelor și apoi la Marea Cameră a Parlamentului din Paris, decedat fără urmași.
Domeniul devine proprietatea lui Pierre Groust de Lamotte (†1715), cavaler, consilier regal. Văduva lui se căsătorește ulterior cu Louis Dupré și vinde, în ianuarie 1720, domeniul Magnanville fermierului general Charles Savalette (1683-1756). Acesta extinde domeniul cumpărând terenurile Buchelay, Jouy, Fontenay, Soindres, Favrieux, Flacourt, Le Tertre, Boinvilliers, Rosay, Villette, Vert, Auffreville pentru aproximativ 7 milioane de livre în total. Apoi, în 1750, el reconstruiește castelul; construit în trei ani de arhitectul François II Franque, noua clădire, de un fast care a uimit contemporanii, a costat 2.400.000 de livre.
În ianuarie 1767, Charles-Pierre Savalette de Magnanville (1713-1797), Maître des requêtes și intendent de Tours, apoi Gardian al Tezaurului regal la moartea tatălui său, vinde domeniul lui Philippe-Guillaume Tavernier de Boullongne, zis de Préninville (1712-1789), colector general al finanțelor din generalitatea Poitiers în 1749 și fermier general din 1759 până în 1789.
Domeniul este confiscat ca bun național în timpul Revoluției și vândut în 1791 vicontelui Morel de Vindé, care procedează la fragmentarea lui. În 1803, castelul încă mobilat și dependințele sale sunt achiziționate de Jean-Baptiste și Théodore Daubresse, care vând mobilierul, exploatează tăierile de lemn și demolează castelul. Ceea ce rămâne este cumpărat în 1807 de baronul de Robillard, care reface aripa actuală. Familia Robillard pune castelul în vânzare în 1878, fiind adjudecat lui Jules Clairin. Contele de Gramont îi succede în 1898. Asociația Léopold-Bellan deschide acolo în 1928 un sanatoriu și un cămin de bătrâni.
În 1968, școala Sully (școală agricolă, astăzi liceu agricol privat Sully) a fost transferată de la Rosny-sur-Seine la Magnanville.

### Evenimentul din 13 iunie 2016
Le 13 iunie 2016, comandantul de poliție Jean-Baptiste Salvaing și soția sa, Jessica Schneider, care era și ea funcționar de poliție, au fost asasinați de către un extremist musulman, fost membru al rețelelor din Afganistan, care a fost ulterior ucis de către RAID în aceeași noapte. Prin intermediul presei, organizația teroristă jihadistă Statul Islamic a revendicat acest dublu omor. Pe 13 iunie 2017, la un an după evenimente, aproximativ 200 de persoane s-au adunat pentru a aduce un omagiu cuplului; acum o stradă poartă numele lor. Pe 16 iunie 2016, în Magnanville, primarul comunei, Michel Lebouc, a adus și el un omagiu; apoi a fost organizat un marș alb în Mantes-la-Jolie în memoria victimelor.

## Servicii publice

### Învățământ
În Magnanville sunt:
- două licee: liceul Léopold-Sédar-Senghor și liceul agricol Sully (privat);
- un colegiu: colegiul George-Sand;
- trei școli primare și grădinițe: școala des Marronniers, școala des Cytises și școala des Tilleuls.

### Justiție
Guvernul a anunțat în octombrie 2021 decizia de a construi în comună o închisoare de 700 de locuri, care ar putea fi deschisă în 2027, stârnind opoziția primarului și a unei părți din populație.

## Populația și societatea

### Date demografice

#### Evoluția demografică
Evoluția numărului de locuitori este cunoscută prin recensămintele populației efectuate în comuna respectivă începând din 1793. Pentru comunele cu mai puțin de 10 000 de locuitori, un recensământ al întregii populații este realizat la fiecare cinci ani, populațiile legale pentru anii intermediari fiind estimate prin interpolare sau extrapolare. Pentru comuna respectivă, primul recensământ exhaustiv în cadrul noului dispozitiv a fost realizat în 2004.
În 2021, comuna număra 6155 locuitori, în creștere cu 3,38% față de 2015 (Yvelines: +2,04%, Franța fără Mayotte: +1,84%).
| An        | 1793 | 1821 | 1841 | 1856 | 1872 | 1886 | 1901 | 1921 | 1936 | 1962 | 1982 | 2006 | 2014 | 2021 |
| --------- | ---- | ---- | ---- | ---- | ---- | ---- | ---- | ---- | ---- | ---- | ---- | ---- | ---- | ---- |
| Populație | 124  | 88   | 91   | 96   | 143  | 192  | 68   | 65   | 581  | 682  | 5001 | 5444 | 5961 | 6155 |

#### Piramida vârstei
Populația comunei este relativ tânără. În 2018, rata persoanelor cu vârsta sub 30 de ani era de 36,1%, sub media departamentală de 38%. În schimb, rata persoanelor cu vârsta peste 60 de ani era de 28,3% în același an, în comparație cu 21,7% la nivel departamental.
În 2018, comuna avea 2.849 bărbați și 3.255 femei, ceea ce reprezintă un procent de 53,33% femei, mult superior mediei departamentale de 51,32%.

### Locuri si monumente
- Château de Magnanville: construit în 1750 de Charles Savalette, fermier general. A fost în mare parte distrus de unul dintre proprietarii următori la începutul secolului al XIX-lea. În 1807, baronul Jacques-Florent Robillard a reconstruit aripa care mai există și astăzi. În prezent, găzduiește un centru de gerontologie.
- Ferma seigneurială: dependințele vechii ferme seigneuriale, datând din secolul al XVII-lea, sunt astăzi transformate în centru cultural. Acestea includ, în special, un important porumbar de formă cilindrică, acoperit cu un acoperiș în formă de pălărie.

### Heraldică
|  | Magnanville - Pe fond albastru, un chevron cu vârf tăiat, însoțit în partea de sus de trei flori de crin, iar în partea de jos de două săgeți încrucișate, toate de aur. - Blazonul orașului are două săbii dispuse în saltire. Aceste săbii ar aminti de un episod istoric: regele Filip al II-lea întorcându-se într-o seară de iunie spre Mantes împreună cu vasalii săi, ar fi strigat "Oh, ce săbii frumoase!" când a văzut săbiile lor strălucind la soare. Statutul oficial al blazonului rămâne de determinat. |